# Pere Badia i Ribalta
Pere Badia i Ribalta (Balaguer - Madrid maig de 1935) fou un compositor i músic català.
Badia, des de ven petit, amb 8 anys, va tenir com a primer mestre a Tomàs Torres mestre de capella del Santuari del Sant Crist de Balaguer. Anys més tard, amb 21 anys, marxa a Lleida en el que passarà part de la seva vida treballant i on dirigirà l'orfeó "La Paloma". El març de 1898 ja es trobava a Madrid dirigint la Sociedad Coral del Círculo católico del Sagrado Corazón de Jesús, ciutat on restarà fins a la seva defunció. El Boletín musical (Madrid) de 25 de gener de 1898 ens dona notícia del casament amb Rosa Pey a la La Pobla de Segur. En el moment de la seva defunció estava casat amb l'actriu Amàlia Anchorena.
Hi ha una manca important de dades biogràfiques sobre el compositor. El 24 de març de 1916 es va estrenar la seva obra El gallo de oro, composta juntament amb López de Sá i Moya, al Teatro Apolo de Madrid, la qual no va rebre un gran èxit.

## Obres
Malgrat la manca d'informació sobre la seva vida, tenim documentada gran part de la seva obra, destacar entre d'altres:
- Música Escènica:
  - Holmes y Rafles (1908)
  - La garra de Holmes (1908)
  - La golfa (1908)
  - La ruada (1909)
  - Sol y alegría (1909)
  - La hermana Piedad (1910)
  - Eche usted señoras (1910)
  - El fantasma (1910)
  - Benítez Cobrador (1910)

- Cançons:
  - Mi serrano (1906)
  - La vendedora de moras (1911)
  - Mi gitanillo (1912)
  - La vaquerita (1913)
  - Caminito de la fuente (1914)
  - El ermitaño (1914)
  - La gaucha, col·lecció de cuplets
  - La paisega
  - Trova

- Peces per a piano:
  - Gavota
  - Minueto